# Урбанія

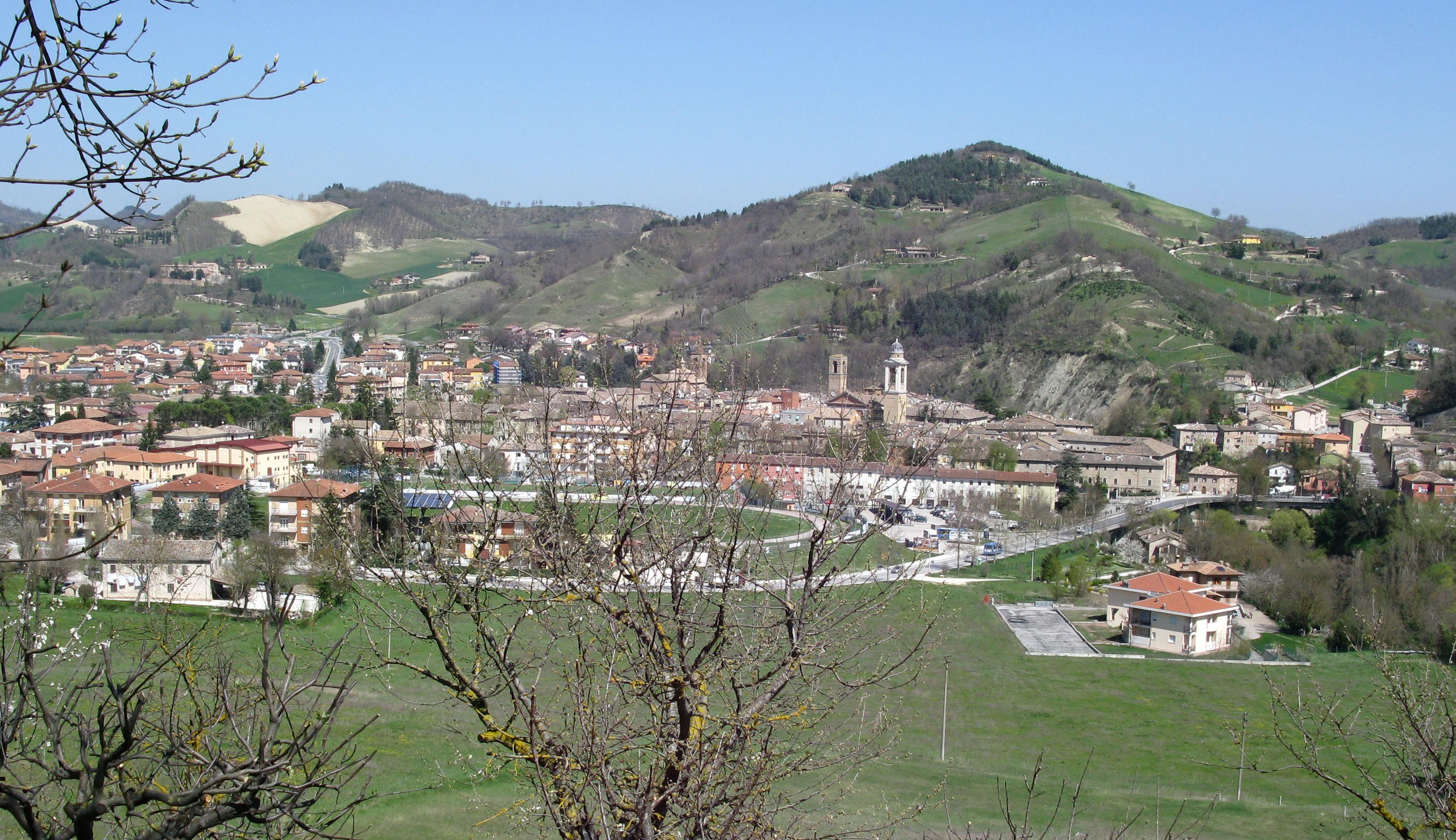
Urbania

Урбанія (італ. Urbania) — муніципалітет в Італії, у регіоні Марке, провінція Пезаро і Урбіно.
Урбанія розташована на відстані близько 200 км на північ від Риму, 80 км на захід від Анкони, 45 км на південний захід від Пезаро, 11 км на південний захід від Урбіно.
Населення — 7082 особи (2014).
Щорічний фестиваль відбувається 25 липня. Покровитель — Святий Христофор (San Cristoforo).

## Демографія
Населення за роками:

Станом на 1 січня 2023 року в муніципалітеті офіційно проживало 670 іноземців з 39 країн, серед них 107 громадян країн Євросоюзу та 11 громадян України.

## Сусідні муніципалітети
- Аккуаланья
- Апеккьо
- Кальї
- Ферміньяно
- Пельйо
- Пьоббіко
- Сант'Анджело-ін-Вадо
- Урбіно